# シネマサンシャイン
シネマサンシャイン（Cinema Sunshine）は、佐々木興業株式会社が経営する日本のシネマコンプレックス。

## 店舗の傾向
首都圏と四国を中心に15サイトのシネマコンプレックスを展開している。経営する佐々木興業は老舗の映画興行会社であり、小規模商店的な経営文化であるため、役員が皆プレイングマネージャーとして動くなどローコスト経営をしており、飽和状態とも言われ他社が出店を控えるようになった2000年代後半以降も土浦・かほく・エミフルMASAKIを出店するなど拡大している。
主にイオングループのショッピングセンター（本州ではイオンモール、四国ではフジ運営の各施設など）に出店している。一方で、既存館については整理を進めており、柏や草加などは契約満了を機に閉館している。
グランドシネマサンシャイン池袋では、最上級のIMAXスクリーン規格であるIMAXレーザー/GTテクノロジーを日本国内では2例目の導入を行うなど、プレミアムフォーマットでの上映に力を入れている。

## 沿革
- 1943年
  - 4月 - 会社設立。
- 1978年
  - 12月 - 愛媛県松山市の映画館、東宝国際を改築し4スクリーン化（レッド・グリーン・ブルー・イエローの各ホール）。同時に松山国際ビルへ改称。
- 1985年
  - 7月6日 - 東京都豊島区に池袋シネマサンシャインを開館。
  - 12月 - 松山国際ビルを改称し松山シネマサンシャインとする。
- 1994年
  - 12月 - 池袋シネマサンシャインに1スクリーン増設。
- 1997年
  - 7月12日 - 1フロアにスクリーンを集約したマルチプレックスタイプの茂原シネマサンシャインを開館。
- 2003年
  - 5月9日 - 松山シネマサンシャインを閉館し大街道シネマサンシャインに統合。
- 2008年
  - 5月 - 現社長就任。
- 2009年
  - 5月1日 - 劇場名称の地域名を後ろにする改称を実施（例：池袋シネマサンシャイン→シネマサンシャイン池袋）。
- 2011年
  - 7月1日 - IMAXデジタルシアター＆フルデジタルシネコンのシネマサンシャイン大和郡山を開館。関西への進出は初。
- 2014年
  - 4月25日 - シネマサンシャイン平和島に東日本初・シネマサンシャイン初の4DXシアターをオープン。
- 2017年
  - 4月22日 - 九州地方初出店となるシネマサンシャイン姶良を開館。また同社独自規格シアター「BESTIA」を初導入。
- 2019年
  - 7月12日 - シネマサンシャイン池袋が閉館。
  - 7月19日 - 旗艦劇場となるグランドシネマサンシャインを開館。
- 2022年
  - 10月1日 - 子会社の佐々木総合管理株式会社が、スガイディノスの映画館事業を譲受（株式会社ディノスシネマ株式のうち85.1%をGENDA GiGO Entertainmentから取得）[2]。

## 設備
情報は2025年7月現在のものとなる。
| 設備名           | 備考 |
| ---------------- | --- |
| IMAX             | - 同社では6館に導入 - 池袋には東日本唯一となる「GTテクノロジー」を導入 |
| ULTRA 4DX        | - 4DXとSCREENXを融合させた次世代体感型アトラクションシアター - 同社では池袋、ららぽーと沼津の2館に採用                                                                           |
| 4DX              | 同社では全国8館（うち2劇場はULTRA 4DX）に導入 |
| SCREENX          | 同社では全国4館（うち2劇場はULTRA 4DX）に導入 |
| BESTIA           | - シネマサンシャインによる独自規格スクリーン - 全国5館／6スクリーン（池袋×2、三郷、ららぽーと沼津、飯塚、姶良）に導入 - リマスターされていない過去作品の再上映で使われる事も多い |
| ドルビーアトモス | 同社では5館に採用 |
| DTS-X            | 同社では池袋のみに採用 |
| solaシアター     | - 岩浪美和監修によるシネマサンシャイン独自のプレミアムサウンドシアター - 池袋、三郷（2スクリーン）の2館に導入                                                                    |

## 劇場
情報は2025年7月現在のものとなる。
IMAXや4DXなど個別に記事がある設備の導入劇場に関しては各記事を参照。
| 劇場名         | 所在地                                | 開館日         | Scr                  | 備考 |
| -------------- | ------------------------------------- | -------------- | -------------------- | --- |
| 池袋           | 東京都豊島区 グランドスケープ池袋     | 2019年7月19日  | 12スクリーン 2,465席 | - 正式名称は「グランドシネマサンシャイン池袋」 - 2021年5月までは当初の館名は「グランドシネマサンシャイン」であった - RealD，Sculpted Surround Systemなど導入（上記の設備欄も参照） - 同社の事実上のフラグシップ劇場 - 2021年、オリコンMEの初の全国調査による満足度の高い「映画館」ランキングで、全国総合1位を獲得した |
| 平和島         | 東京都大田区 ビッグファン平和島       | 2002年7月24日  | 7スクリーン 1,307席  | アメイジング・サウンドシアター（ドルビーアトモス導入）を完備 |
| 三郷           | 埼玉県三郷市 ピアラシティ             | 2025年7月11日  | 12スクリーン 2,507席 | - 前身は「MOVIX三郷 」 (2005年6月1日 - 2024年11月30日)」 - 売店設備に「ドリンクバー」、「セルフレジ」、「モバイルオーダー」をシネマサンシャインとしては初導入 |
| ユーカリが丘   | 千葉県佐倉市 ユーカリプラザ           | 2018年6月15日  | 8スクリーン 1,252席  | 前身は「イオンシネマユーカリが丘」（1999年3月6日-2018年5月31日） |
| 土浦           | 茨城県土浦市 イオンモール土浦         | 2009年5月28日  | 9スクリーン 1,446席  | |
| 沼津           | 静岡県沼津市 BiVi沼津                 | 2006年4月15日  | 8スクリーン 1,147席  | |
| ららぽーと沼津 | 静岡県沼津市 ららぽーと沼津           | 2019年10月4日  | 10スクリーン 1,826席 | |
| かほく         | 石川県かほく市 イオンモールかほく     | 2009年10月24日 | 8スクリーン 1,510席  | |
| 大和郡山       | 奈良県大和郡山市 イオンモール大和郡山 | 2011年7月1日   | 9スクリーン 1,547席  | |
| 下関           | 山口県下関市 シーモール下関           | 2014年7月5日   | 9スクリーン 1,117席  | |
| 衣山           | 愛媛県松山市 パルティフジ衣山         | 2000年12月9日  | 9スクリーン 1,473席  | |
| エミフルMASAKI | 愛媛県伊予郡松前町 エミフルMASAKI     | 2010年2月27日  | 9スクリーン 1,498席  | |
| 重信           | 愛媛県東温市 フジグラン重信           | 2003年7月5日   | 7スクリーン 1,094席  | |
| 北島           | 徳島県板野郡北島町 フジグラン北島     | 2001年12月1日  | 8スクリーン 1,283席  | |
| 飯塚           | 福岡県飯塚市 ゆめタウン飯塚           | 2023年7月29日  | 9スクリーン 1,247席  | |
| 姶良           | 鹿児島県姶良市 イオンタウン姶良       | 2017年4月22日  | 9スクリーン 1,288席  | 日本初の4K･9Pレーザープロジェクションシステムを導入 |

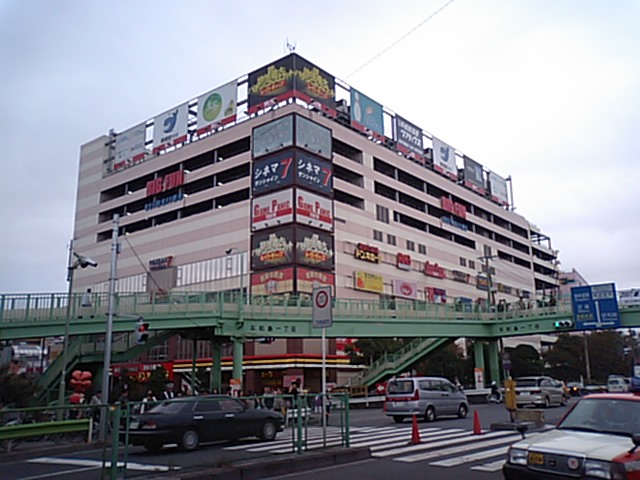
シネマサンシャイン平和島があるビッグファン平和島
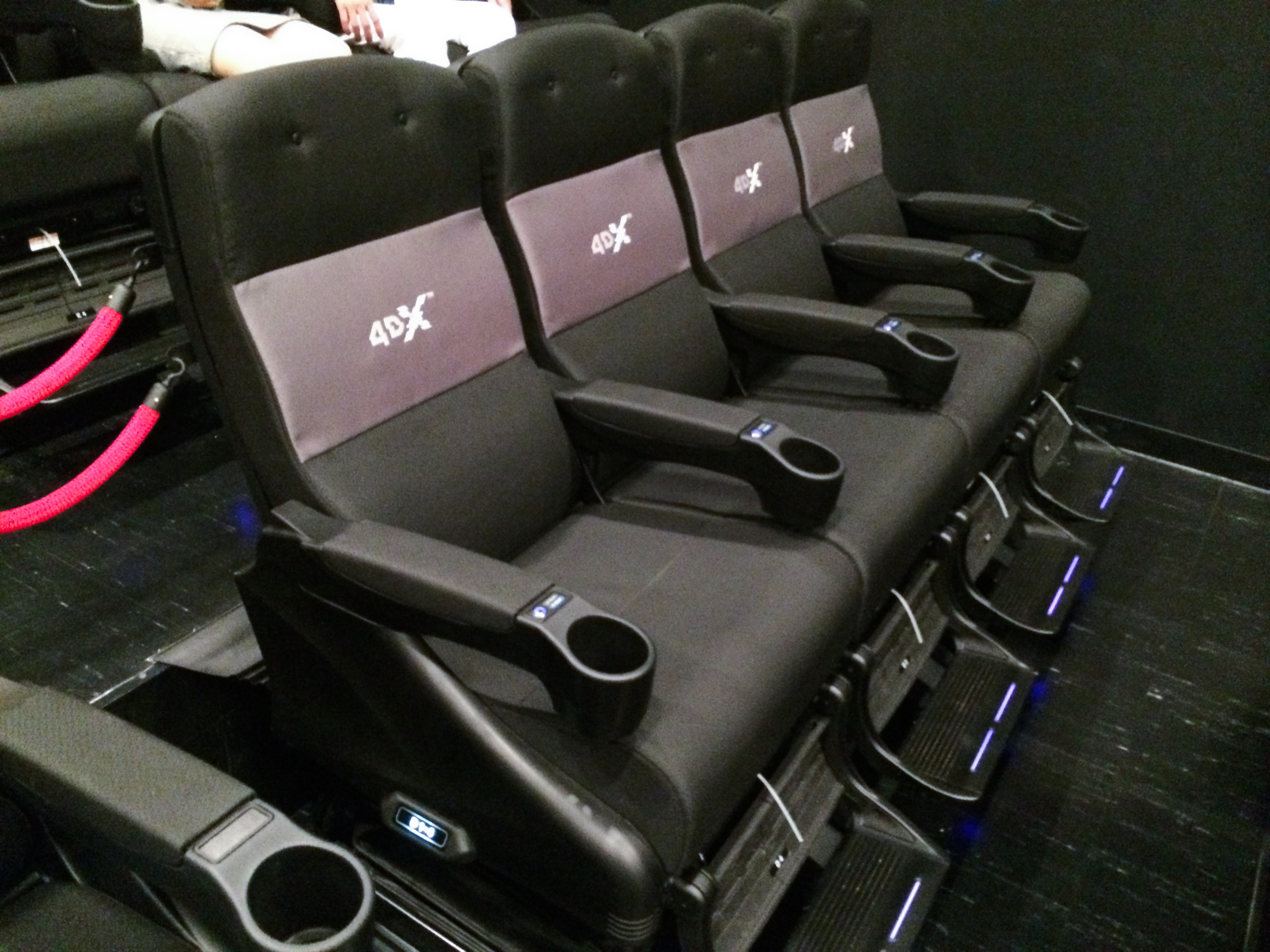
シネマサンシャイン平和島の4DXシアターの座席
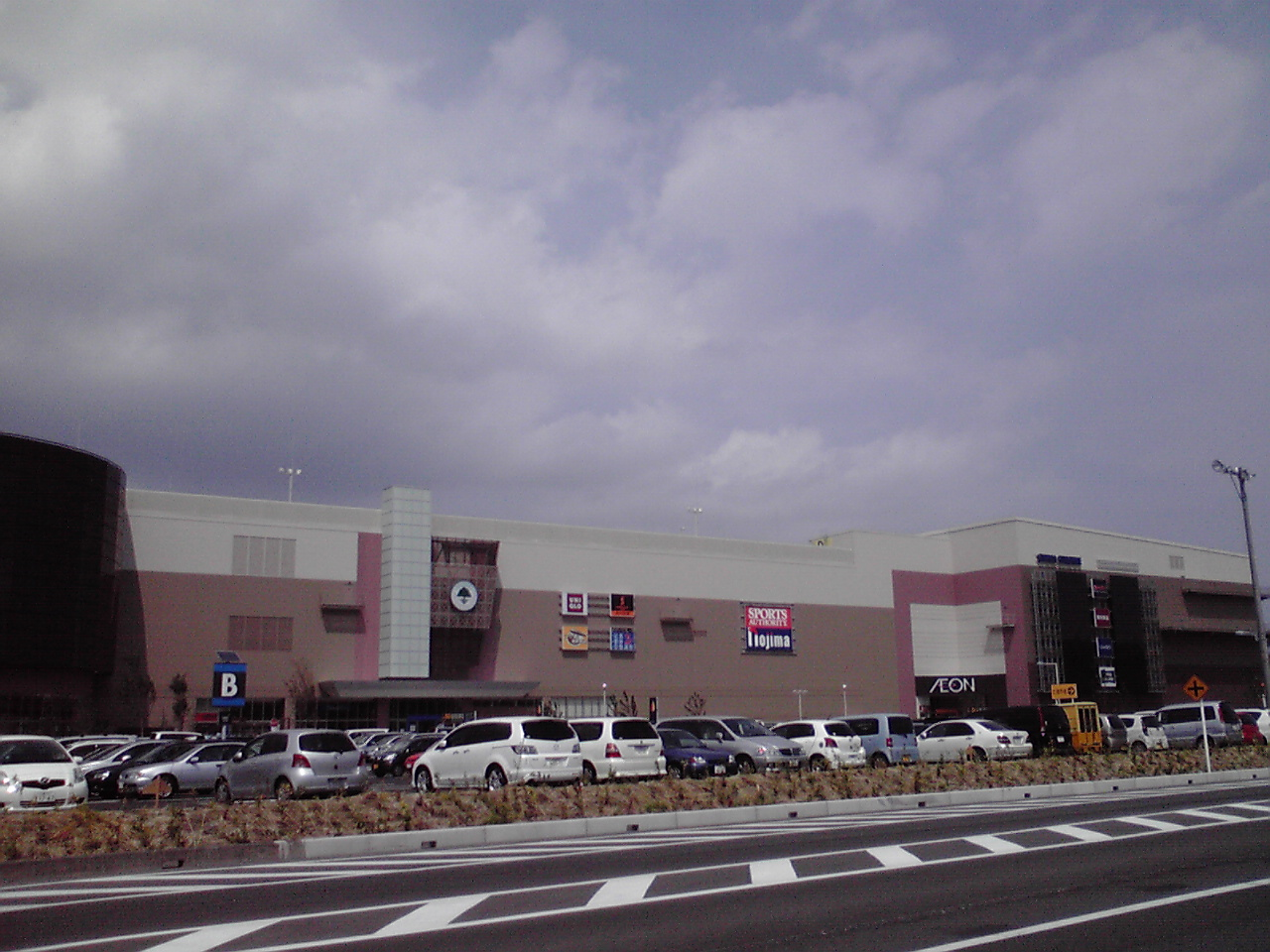
シネマサンシャイン土浦があるイオンモール土浦
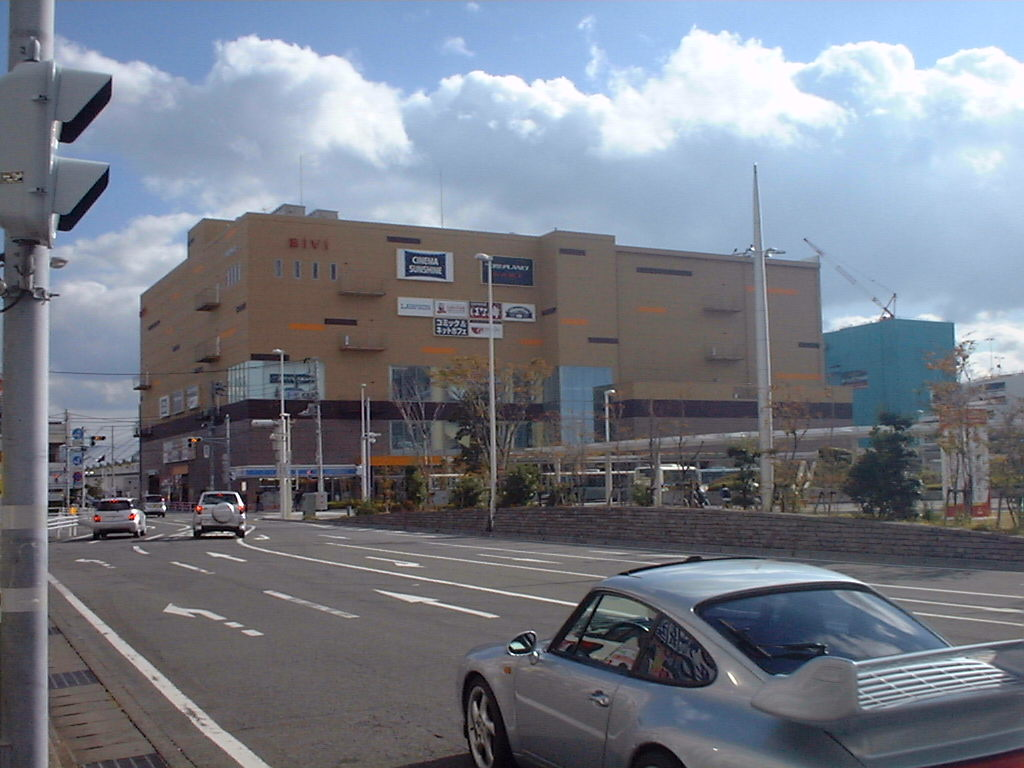
シネマサンシャイン沼津があるBiVi沼津
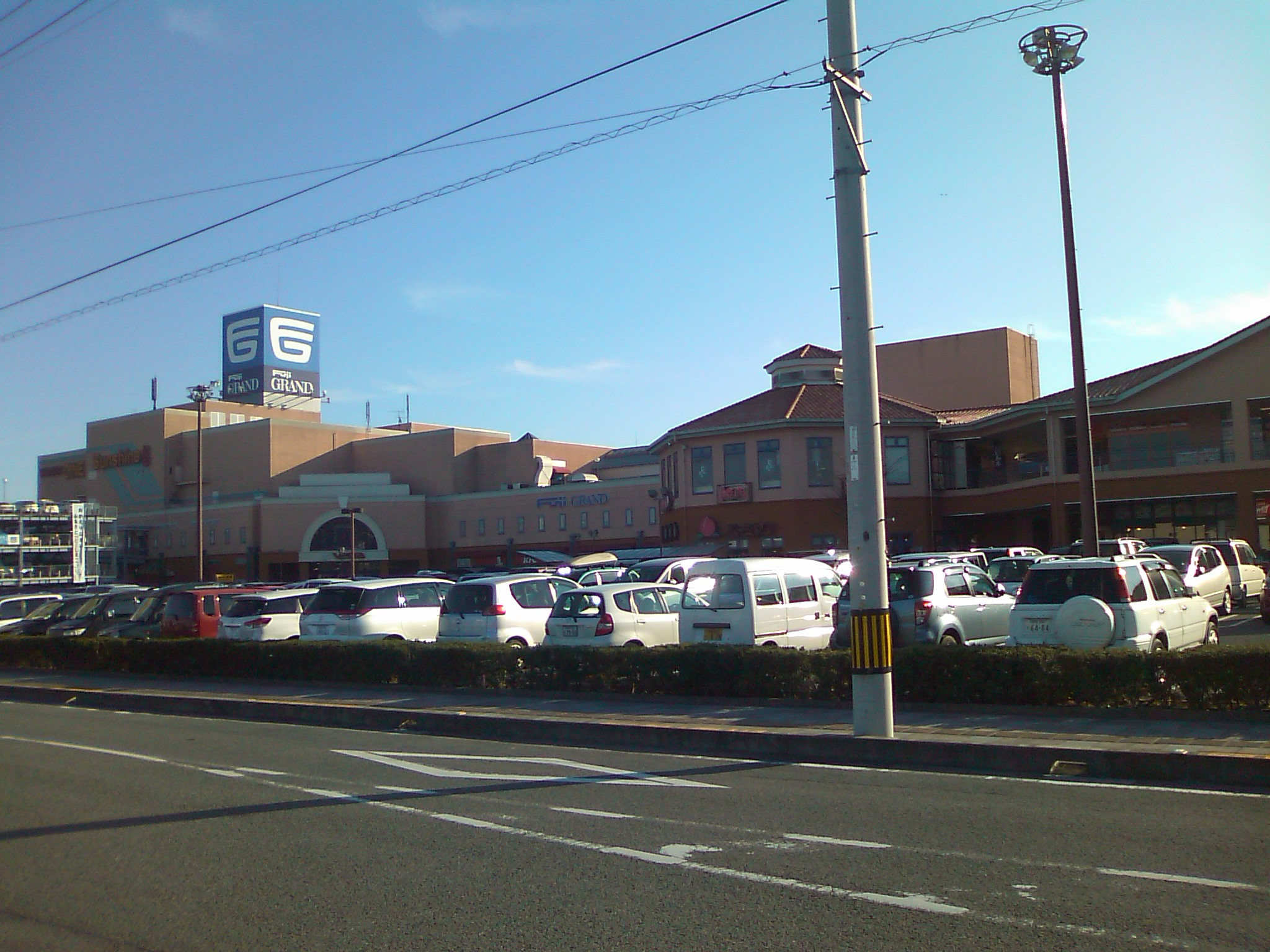
シネマサンシャイン北島があるフジグラン北島
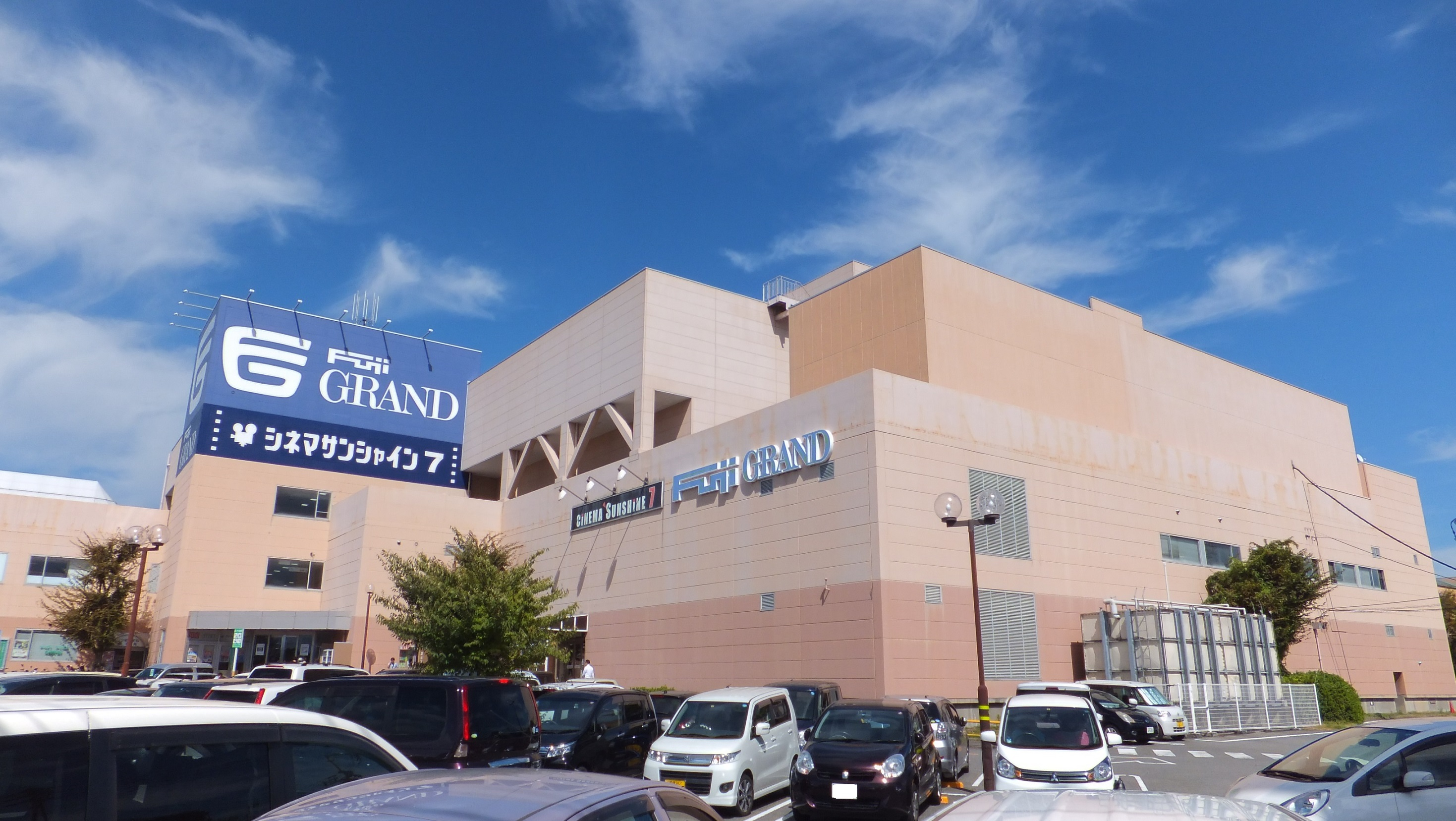
シネマサンシャイン重信があるフジグラン重信西館
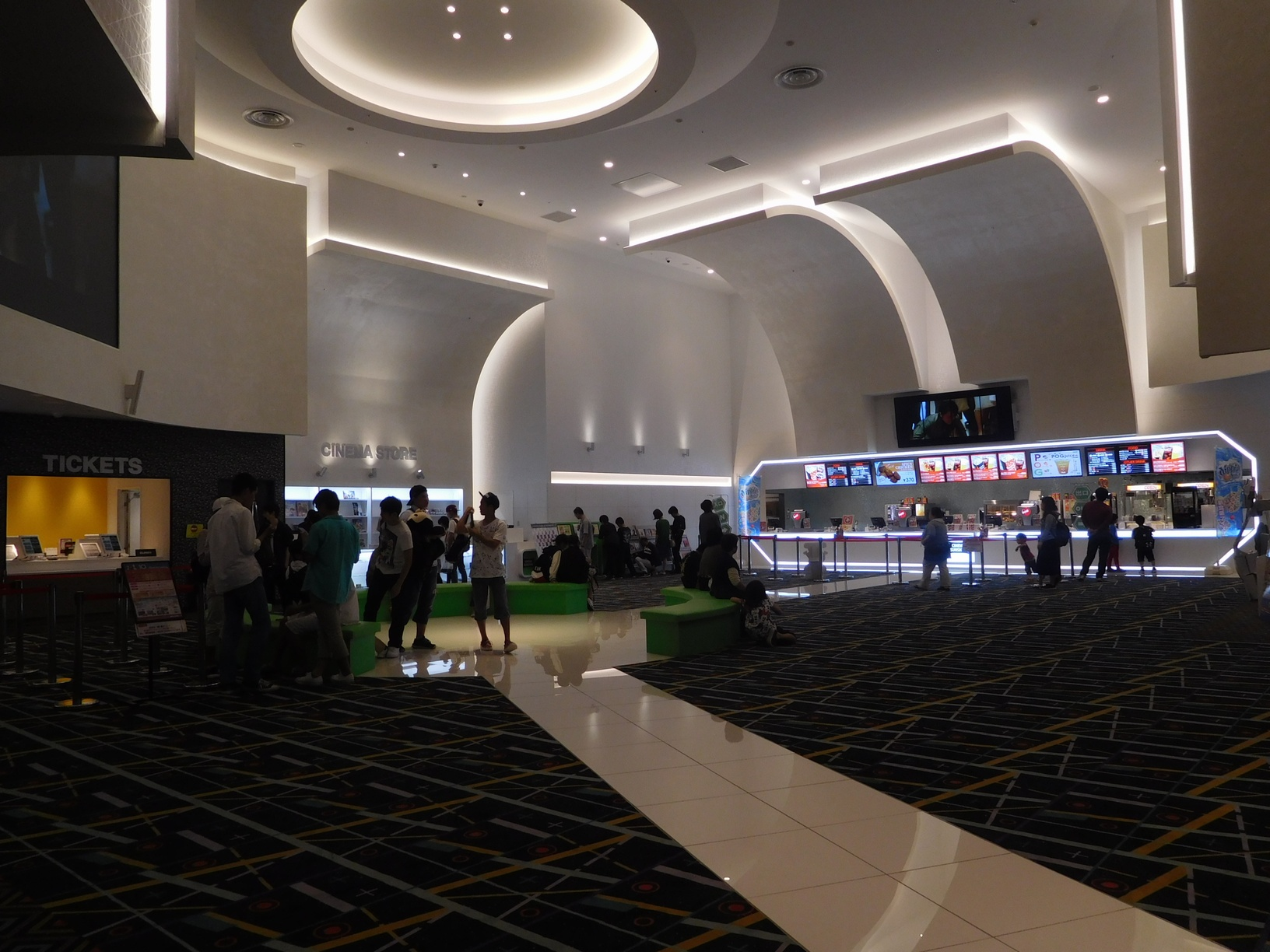
シネマサンシャイン姶良のロビー
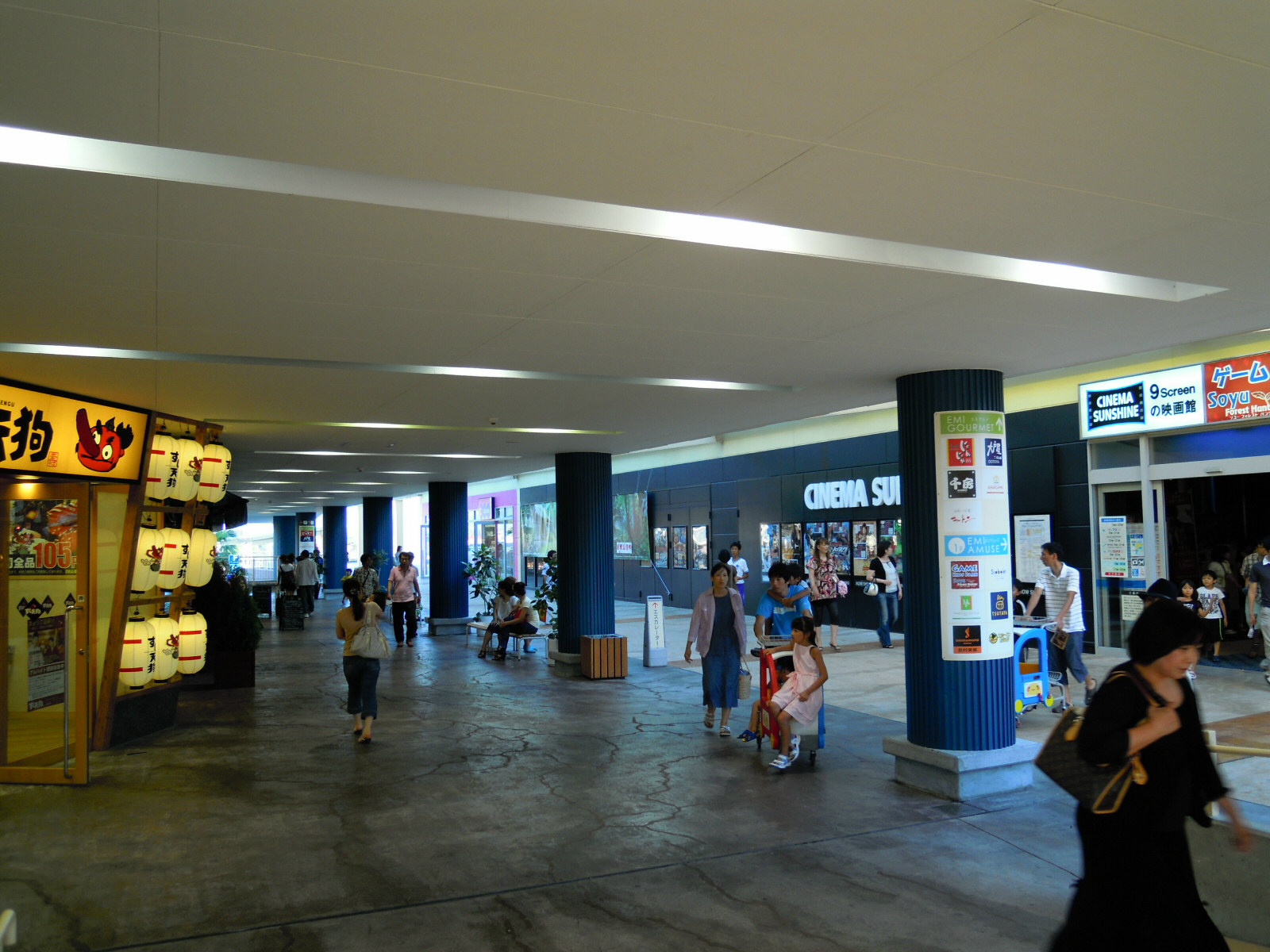
エミフルMASAKI｢エミアミューズ｣の一帯。右端にシネマへの入り口が見える。

### 撤退した劇場
| 劇場名 | 所在地                                    | 営業時期                     | 規模               | 備考 |
| ------ | ----------------------------------------- | ---------------------------- | ------------------ | --- |
| 岩井   | 茨城県坂東市 マルエツ岩井店               | 1999年3月11日 2013年1月31日  | 6スクリーン 905席  | - 同施設2階に出店していた - 休館として営業終了したが、2018年現在公式サイトからは削除されている |
| 草加   | 埼玉県草加市                              | 1993年12月18日 2008年8月31日 | 4スクリーン 362席  | - 草加駅西口よりすぐ - 入居するビルの賃貸契約満了と共に閉館 - 跡地はパチンコホール「ピーアーク草加」が入居 |
| 柏     | 千葉県柏市                                | 1993年12月5日 2008年1月18日  | 2スクリーン 420席  | - 柏駅東口より徒歩4分 - 入居するビルの賃貸契約満了と共に閉館 - 2009年2月、跡地にライブハウス「柏パルーザ」がオープン |
| 茂原   | 千葉県茂原市 茂原ショッピングプラザアスモ | 1997年7月12日 2012年9月2日   | 6スクリーン 889席  | - 茂原駅より徒歩21分 - 同施設2階に出店していた - 跡地の一部はイベントホール「ASMO劇場」となっている |
| 松戸   | 千葉県松戸市 西口公園前綜合第3ビル        | 1993年3月13日 2013年1月31日  | 7スクリーン 872席  | - 松戸駅より徒歩3分 - 同施設3・4・6階に出店していた - 当初は3スクリーンのビデオシアターだった - 同一建物内にあった松戸サンリオシアターを2006年4月1日に統合し7スクリーンとした - 2006年2月1日より35mm映写機に対応するため改装し、同年5月23日に再開館した - 後に設備が老朽化したことや業績が悪化したことなどから賃借契約満了を機に閉館 |
| 池袋   | 東京都豊島区                              | 1985年7月6日 2019年7月12日   | 6スクリーン 1409席 | - 池袋駅より徒歩4分 - 当初は5スクリーンだったが、1994年12月に1スクリーン増設し現在に至る - はじめは1・2・3番館が松竹・東急系、4番館が東映系、5・6番館が東宝洋画系と上映作品が棲み分けされていた - グランドシネマサンシャインのオープンに伴い閉館 - 跡地には講談社など運営の「Mixalive TOKYO」が入居 - グランドシネマサンシャインへの移転後も佐々木興業の本社は移転せずに当住所に置かれている |
| 松山   | 愛媛県松山市                              | 1978年12月改築 2003年5月9日  | 6スクリーン 1478席 | - 前身となる劇場は当初『国際劇場』と呼ばれた『東宝国際』であり、洋画封切館として運営されていた - 1978年12月に改築し4スクリーン化 - 1985年12月に池袋の劇場と名称をあわせ、松山シネマサンシャインと改称 - 後に6スクリーンに増設した - 近隣の大街道（当時2スクリーン）と合わせ8スクリーンでの運営としていたが、末期は1階に設置された1番館と2番館は休映していたため、実質6スクリーンでの運営であった - 2003年に大街道を改装し、同劇場に統合する形で閉館となった - 跡地は長らく佐々木興業が所有する平地の駐車場であったが、現在は2019年2月に竣工した20階建ての高層マンションとなっている |
| 大街道 | 愛媛県松山市 松山第2佐々木ビル            | 1989年12月22日 2021年1月11日 | 5スクリーン 494席  | - 大街道停留場より徒歩5分 - 同施設の4~7階に出店していた - 前身は1986年に閉館した『タイガー劇場』であり、佐々木興業の経営に変わり再び映画館として営業を開始した - 当初は2スクリーンであったが、4-5階にあったカラオケボックスを映画館に改装し、2003年3月21日より5スクリーンとなった - 郊外型シネコンとの差別化の為、『単館系』『アート系』を2000年代から放映 - 『松山映画祭』の会場としても親しまれたが、新型コロナウイルスによる経営不振や、施設の老朽化などを理由に閉館 |
| 宇和島 | 愛媛県宇和島市                            | 1990年**月**日 2005年4月10日 | 3スクリーン 374席  | - 宇和島駅より徒歩15分 - 跡地はマンション「サンシャインハイツ」 - 前身：芝居小屋『融通座』（1885年～）→スバル座（1956年～）→宇和島シネマサンシャイン（1990年～2005年） |
| 今治   | 愛媛県今治市 フジグラン今治               | 1999年12月4日 2013年9月30日  | 6スクリーン 909席  | - 今治駅より徒歩24分 - 跡地は「ユナイテッド・シネマ フジグラン今治」として2013年11月30日オープン |
| 大洲   | 愛媛県大洲市                              | 1999年7月3日 2019年1月6日    | 6スクリーン 936席  | - 五郎駅より徒歩18分 - 賃借契約満了を機に閉館 - 閉館するまでは愛媛県南予地方で唯一の常設映画館だった |

| 階  | 施設                                                             |
| --- | ---------------------------------------------------------------- |
| 7階 | シネマサンシャイン5番館（88席）                                  |
| 6階 | シネマサンシャイン4番館（144席）                                 |
| 5階 | シネマサンシャイン3番館（42席） シネマサンシャイン2番館（110席） |
| 4階 | シネマサンシャイン1番館（110席）                                 |
| 3階 | 空きテナント                                                     |
| 2階 | 空きテナント                                                     |
| 1階 |                                                                  |

- シネマサンシャイン大街道があった松山第2佐々木ビル
- シネマサンシャイン大街道の場内
- 今治シネマサンシャインのあったフジグラン今治
- フジグラン今治にあったシネマサンシャインのサイン